# Catherine Gallant
Pour les articles homonymes, voir Gallant.
Catherine Gallant est une actrice canadienne.

## Filmographie
- 1983 : Rock & Rule : Cindy
- 1983 : All in Good Taste : Fran
- 1987 : Prettykill : Detective Green
- 1987 : Nightstick (TV) : Nurse Maria
- 1988 : Police Academy (série télévisée) (voix)
- 1988 : Love at Stake : Constance
- 1989 : Street Justice : Nurse
- 1989 : Super Mario Bros. (The Super Mario Bros. Super Show!) (série télévisée) : Genie (voix)
- 1990 : State Park : Olive
- 1998 : The Dumb Bunnies (série télévisée) : Momma Bunny (voix)
- 1998 : Flying Rhino Junior High (série télévisée) : Mrs. Snodgrass / Edna (voix)
- 2003 : Miss Spider's Sunny Patch Kids (TV) : Beatrice (voix)
- 2004 : Miss Spider (série télévisée) : Beetrice